# Gumberk
Gumberk je naselje v Občini Novo mesto.